# Faro di Muckle Flugga
Il faro di Muckle Flugga è un faro situato sul piccolo isolotto roccioso Muckle Flugga, dell'arcipelago delle Isole Shetland. È il faro più settentrionale dalla Gran Bretagna ed è stato classificato "Category A" da Historic Scotland, l'agenzia scozzese per la tutela dei monumenti.
È stato progettato e costruito dai fratelli Thomas and David Stevenson nel 1854, originariamente per proteggere le navi durante la guerra di Crimea. Una illuminazione permanente fu stabilita dal 1º gennaio 1858. Dal marzo 1995 è stato completamente automatizzato.